# Ламбер-Сіті (округ Міффлін, Пенсільванія)
Ламбер-Сіті (англ. Lumber City) — переписна місцевість (CDP) в США, в окрузі Міффлін штату Пенсільванія. Населення — 255 осіб (2010).

## Географія
Ламбер-Сіті розташований за координатами 40°39′27″ пн. ш. 77°36′5″ зх. д. / 40.65750° пн. ш. 77.60139° зх. д. (40.657470, -77.601452).  За даними Бюро перепису населення США в 2010 році переписна місцевість мала площу 0,48 км², з яких 0,48 км² — суходіл та 0,00 км² — водойми.

## Демографія
Згідно з переписом 2010 року, у переписній місцевості мешкало 255 осіб у 107 домогосподарствах у складі 76 родин. Густота населення становила 527 осіб/км².  Було 117 помешкань (242/км²).
Расовий склад населення:
| - 99,6 % — білих |

До двох чи більше рас належало 0,4 %. Частка іспаномовних становила 1,2 % від усіх жителів.
За віковим діапазоном населення розподілялося таким чином: 18,8 % — особи молодші 18 років, 58,5 % — особи у віці 18—64 років, 22,7 % — особи у віці 65 років та старші. Медіана віку мешканця становила 44,2 року. На 100 осіб жіночої статі у переписній місцевості припадало 112,5 чоловіків;  на 100 жінок у віці від 18 років та старших — 107,0 чоловіків також старших 18 років.
Середній дохід на одне домашнє господарство  становив 26 091 долар США (медіана — 21 940), а середній дохід на одну сім'ю — 31 298 доларів (медіана — 28 942). За межею бідності перебувало 17,7 % осіб, у тому числі 25,0 % дітей у віці до 18 років та 11,7 % осіб у віці 65 років та старших.
Цивільне працевлаштоване населення становило 70 осіб. Основні галузі зайнятості: будівництво — 65,7 %, науковці, спеціалісти, менеджери — 15,7 %, виробництво — 11,4 %.